# Нінштедт
Нінштедт (нім. Nienstädt) — громада в Німеччині, розташована в землі Нижня Саксонія. Входить до складу району Шаумбург. Центр об'єднання громад Нінштедт.
Площа — 8,31 км2. Населення становить 4472 ос. (станом на 31 грудня 2021).